# Burgstall Im Bichel
Der Burgstall Im Bichel bezeichnet eine abgegangene hochmittelalterliche Höhenburg bei 693 m ü. NHN etwa 700 Meter nördlich des Weilers Lechsberg und etwa 1800 Meter nordwestlich der Pfarrkirche St. Johannes d. Täufer in Asch, beides Gemeindeteile der Gemeinde Fuchstal im Landkreis Starnberg in Bayern. Die Anlage wird als Bodendenkmal unter der Aktennummer D-1-8030-0010 als „Burgstall des hohen oder späten Mittelalters (‚Bichele‘)“ geführt. 650 m südlich befindet sich der Burgstall Lechsberg.

## Beschreibung
Die grob ovale Anlage hat die Ausmaße von ca. 90 m in Süd-Nord-Richtung und 70 m in Ost-West-Richtung. Das Burgareal ist heute von Wald bestanden.